# Kokoro Connect
Kokoro Connect (яп. ココロコネクト Кокоро Конэкуто, «Связь сердец») — японский роман, автором которого является Саданацу Анда, а иллюстратором — Юкико Хоригути. Первый том романа был опубликован в январе 2010 года, а к сентябрю 2013 года издательством Enterbrain было выпущено 11 томов. На основе сюжета романа с октября 2010 по август 2013 года выпускалась манга. Также на основе романа студией Silver Link был выпущен аниме-сериал, который транслировался в Японии с июля по сентябрь 2012 года.

## Сюжет
Сюжет разворачивается вокруг учеников старшей школы Ямабоси и их друзей. Таити Яэгаси, Иори Нагасэ, Химэко Инаба, Ёсифуми Аоки и Юй Кирияма являются членами кружка «Исследователей культуры». Однажды они стали меняться телами из-за некоего плана сверхъестественного существа, которое контактирует с ребятами через их учителя и куратора Гото, временно беря под контроль его разум и тело. Обмен телами должен помочь героям научиться понимать друг друга, узнать больше о себе самих и чувствах своих друзей и решить вопрос любовного треугольника.

## Список персонажей

Основные персонажи Kokoro Connect (слева направо): Ёсифуми, Юй, Иори, Химэко и Таити

Таити Яэгаси (яп. 八重樫 太一 Яэгаси Таити) — главный герой. Фанат профессионального реслинга. Из него и ещё четверых школьников, которые не смогли определиться, к какому клубу присоединиться, был образован кружок «Исследователей культуры». Самоотверженный, стремится всегда помогать другим, порой жертвуя собой и своей репутацией. Позже признаётся в любви Иори, но та отвергает его признание. Позже он снова признаётся ей в любви, но она снова отвергает его, так как уверяет, что Таити не знает настоящую «её». Позже он начинает питать любовные чувства к Химэко и предлагает ей встречаться.
Сэйю: Такахиро Мидзусима
Иори Нагасэ (яп. 永瀬 伊織 Нагасэ Иори) — глава кружка. Живёт вдвоём со своей матерью, которая очень редко бывает дома. Так как раньше терпела тиранию своего отчима, научилась быть гибкой и вести себя при людях так, чтобы оправдывать их ожидания. Влюблена в Таити, но решила не заводить никаких отношений, пока явление с обменами тел не закончится. Позже она узнаёт, что Химэко тоже питает чувства к Таити, и сначала противится этому, но позже поощряет Химэко и позволяет ей признаться в любви. В конце истории Иори начинает сомневаться в чувствах к Таити.
Сэйю: Аки Тоёсаки
Химэко Инаба (яп. 稲葉 姫子 Инаба Химэко) — замглавы клуба, имеет яркую личность. Иори называет её по кличке «Инабан». Очень бурно реагирует на поведение Таити и шутки Ёсифуми. Раньше ходила в компьютерный кружок, но ушла оттуда, поссорившись с его главой, вскоре после чего присоединилась к кружку «Исследователей культуры». Инаба очень недоверчивая и беспокоит многих, в частности, когда дело доходит до обмена телами. При неожиданных ситуациях она единственная остаётся спокойной и мыслит рационально. Питает любовные чувства к Таити, но сначала скрывает это. Позже решила, что влюбит в себя Таити, даже если он любит Иори.
Сэйю: Миюки Савасиро
Ёсифуми Аоки (яп. 青木 義文 Аоки Ёсифуми) — лучший друг Таити, они часто обмениваются видеокассетами для взрослых. Он любит Юй и не стесняется выражать свои чувства к ней. Ещё ребёнком поклялся себе жить полноценной жизнью.
Сэйю: Такума Тэрасима
Юй Кирияма (яп. 桐山 唯 Кирияма Юй) — специалист по каратэ. Страдает андрофобией из-за того, что в средней школе её чуть не изнасиловали. После того, как Таити начинает помогать ей, она постепенно начинает менять своё отношение к парням. Много раз отвергала предложения Ёсифуми, но позже призналась, что она просто ещё не готова иметь отношения. Преодолев андрофобию, принимает его чувства.
Сэйю: Хисако Канэмото
Тихиро Ува (яп. 宇和 千尋 Ува Тихиро) — одна из двух первоклассников, которая решает присоединиться к кружку. Получила от Фусэн возможность создавать так называемые иллюзорные проекции, которые позволяют ей превращаться в любого человека, изменяя также свой голос и запах.
Сэйю: Тосиюки Тоёнага
Семя-сердце (яп. ふうせんかずら Фу:сэн-кадзура) — сверхъестественное существо, которое является причиной того, почему члены клуба меняются телами. Говорит монотонным голосом. Есть также второе Семя-сердце, которое обращается к себе в женском роде.

## Роман
Роман, автором которого является Саданацу Анда, а иллюстратором Юкико Хоригути, начал выпускаться под названием Hito Tsunagari Te, Doko e Yuku (яп. ヒトツナガリテ、ドコへユク Хито цунагаритэ, доко э юку, «К чему приведёт связь людей») и получил особый приз как лучший роман на 11 церемонии вручения Enterbrain в 2009 году. Первый том под названием Kokoro Connect Hito Random был опубликован 30 января 2010 года издательством Enterbrain. 29 сентября 2012 года был опубликован 9 том романа. По заявлению автора, основная история заканчивается в 8 томе, а 9 том является дополнительным.
| №  | Заглавие | Дата публикации     | ISBN                   |
| -- | --- | ------------------- | ---------------------- |
| 01 | Kokoro Connect Hito Random Heart Connect Random People (ココロコネクト ヒトランダム)                           | 30 января 2010 г.   | ISBN 978-4-04-726290-4 |
| 02 | Kokoro Connect Kizu Random Heart Connect Random Wound (ココロコネクト キズランダム)                            | 29 мая 2010 г.      | ISBN 978-4-04-726537-0 |
| 03 | Kokoro Connect Kako Random Heart Connect Random Past (ココロコネクト カコランダム)                             | 30 сентября 2010 г. | ISBN 978-4-04-726775-6 |
| 04 | Kokoro Connect Michi Random Heart Connect Random Track (ココロコネクト ミチランダム)                           | 29 января 2011 г.   | ISBN 978-4-04-727030-5 |
| 05 | Kokoro Connect Clip Time Heart Connect Clip Time (ココロコネクト クリップタイム)                               | 30 мая 2011 г.      | ISBN 978-4-04-727280-4 |
| 06 | Kokoro Connect Nise Random Heart Connect Random Fake (ココロコネクト ニセランダム)                             | 29 октября 2011 г.  | ISBN 978-4-04-727585-0 |
| 07 | Kokoro Connect Yume Random Heart Connect Random Dream (ココロコネクト ユメランダム)                            | 29 февраля 2012 г.  | ISBN 978-4-04-727839-4 |
| 08 | Kokoro Connect Step Time Heart Connect Step Time (ココロコネクト ステップタイム)                               | 30 июня 2012 г.     | ISBN 978-4-04-728122-6 |
| 09 | Kokoro Connect Asu Random (volume 1) Heart Connect Random Tomorrow (volume 1) (ココロコネクト アスランダム上)  | 29 сентября 2012 г. | ISBN 978-4-04-728350-3 |
| 10 | Kokoro Connect Asu Random (volume 2) Heart Connect Random Tomorrow (volume 2) (ココロコネクト アスランダム 下) | 30 марта 2013 г.    | ISBN 978-4-04-728736-5 |
| 11 | Kokoro Connect Precious Time Heart Connect Precious Time (ココロコネクト プレシャスタイム)                     | 30 сентября 2013 г. | ISBN 978-4-04-729150-8 |

## Манга
Манга, основанная на романе, была иллюстрирована Cuteg и начала выпускаться в онлайн-журнале Famitsu Comic Clear 22 октября 2010 года. Первый том манги был выпущен 14 мая 2011 года. К 14 июля 2012 года было выпущено 3 тома. Издательство Enterbrain выпустило 2 тома манги как антологию Magi-Cu 4-koma Kokoro Connect 25 июля и 25 сентября 2012 года.

## Аниме
На основе романа студией Silver Link был выпущен аниме-сериал, который транслировался в Японии с 8 июля по 30 сентября 2012 года. Сценарий к аниме написала Фумихико Камэяма. Актёры, ранее работавшие над CD-драмой, основанной на романе, вернулись к своим ролям. Изначально предполагалось выпустить 17 серий, однако было выпущено только 13 и 4 дополнительных эпизода. Аниме-сериал был лицензирован компанией Sentai Filmworks для показа на территории США.
| #. | Название | Дата выхода         |
| -- | --- | ------------------- |
| 01 | By the Time we Realized It, It Had Already Begun. «Кидзуйта токи ни ва хадзиматтэта то иу ханаси» (気づいた時には始まっていたという話)                     | 8 июля 2012 г.      |
| 02 | Some Fascinating Humans «Наканака омосирой нингэн-тати» (なかなか面白い人間達)                                                                             | 15 июля 2012 г.     |
| 03 | Jobber and Low Blow «Дзёба: то ро:буро:» (ジョバーとローブロー)                                                                                            | 22 июля 2012 г.     |
| 04 | Twin Feelings «Футацу но омой» (二つの想い) | 29 июля 2012 г.     |
| 05 | A Confession and a Death... «Ару кокухаку, соситэ си ва...» (ある告白、そして死は…)                                                                        | 5 августа 2012 г.   |
| 06 | A Story That Continued Before Anyone Realized It «Kizuita Toki ni wa Mata Hajimatteita toiu Hanashi» (Кидзуйта токи ни ва мата хадзиматтэйта то иу ханаси) | 12 августа 2012 г.  |
| 07 | Falling Apart «Барабара то кудзурэру» (バラバラと崩れる)                                                                                                   | 19 августа 2012 г.  |
| 08 | And Then There Were None «Soshite Dare mo Inakunatta» (Соситэ дарэмо инакунатта)                                                                           | 26 августа 2012 г.  |
| 09 | Can't Stop, Can't Stop, Can't Stop «Tomaranai Tomaranai Tomaranai» (Томаранай томаранай томаранай)                                                         | 2 сентября 2012 г.  |
| 10 | Putting Into Words «Sore o Kotoba ni Suru toiu Koto» (Сорэ во котоба ни суру то иу кото)                                                                   | 9 сентября 2012 г.  |
| 11 | A Story That Began As We Realized It «Kizuki o Ataerarete Hajimatta toiu Hanashi» (Кидзуки во атаэрарэтэ хадзиматта то иу ханаси)                          | 16 сентября 2012 г. |
| 12 | Into a Snowy City «Юки фуру мати э» (雪降る街へ) | 23 сентября 2012 г. |
| 13 | As Long as the Five of Us are Together «Коно гонин га ирэба» (この五人がいれば)                                                                            | 30 сентября 2012 г. |
| 14 | The Days Fall Apart «Коварэтэюку хиби» (壊れてゆく日々) | 30 декабря 2012 г.  |
| 15 | You Don't See It, You Don't Get It «Нанимо миэтэнай нанимо вакаттэнай» (なにも見えてない なにもわかってない)                                               | 30 декабря 2012 г.  |
| 16 | Determination and Resolution «Какуго то хё:кай» (覚悟と氷解)                                                                                               | 30 декабря 2012 г.  |
| 17 | Connecting Hearts «Кокоро во цунайдэ» (心をつないで) | 30 декабря 2012 г.  |

## Визуальный роман
Визуальный роман, разработанный компанией Banpresto и выпущенный Namco Bandai Games под названием Kokoro Connect Yochi Random (яп. ココロコネクト　ヨチランダム Heart Connect Random Prediction), был выпущен для PlayStation Portable 22 ноября 2012 года.